# Port de Shahid Rajaï
Le port de Shahid Rajaï  est  situé sur la rive nord du détroit d'Ormuz, dans le sud de l'Iran. Il constitue l'une des deux parties du port de Bandar Abbas, dans la province méridionale de Hormozgan, en Iran. Le port de Shahid Rajaï se trouve à l'ouest-sud-ouest du port de Bandar Abbas, à environ 14,5 kilomètres (neuf milles nautiques) . Il porte le nom du héros (shahid) Mohammad Ali Radjaï .
La zone du port de Shahid Rajaï couvre environ 2 400 ha. Le port a une capacité de traitement de 70 millions de tonnes de marchandises par an, un chiffre qui comprend trois millions d' EVP de marchandises conteneurisées. Le port de Shahid Rajaï se compose de vingt-trois postes d'amarrage ayant une profondeur de quinze mètres. L'ensemble des entrepôts couverts occupe une superficie de plus de dix-neuf hectares. Le port est doté de 23,5 km de voies ferrées nationales.
Les voyageurs maritimes qui entrent en Iran via le port de Shahid Rajaï peuvent recevoir un visa à leur arrivée. Le port de Shahid Rajaï est une zone économique spéciale.

## Statistiques
Le port de Shahid Rajaï est responsable de 85 pour cent du total des chargements et déchargements effectués dans les ports iraniens, participant au transport maritime en Iran. En 2011, le port de Shahid Rajaï est classé 44e parmi les 3 500 principaux ports du monde. Selon le directeur général de l'Organisation portuaire et maritime d'Hormozgan, le chargement de conteneurs destinés à l'exportation depuis le port de Shahid Rajaï du 21 mars au 22 août 2021 a augmenté de 28 % par rapport à la même période de l'année précédente.
Fin décembre 2020, six protocoles d'accord ont été signés entre l' Organisation portuaire et maritime (OPM) et des entreprises iraniennes pour investir environ 2,38 milliards de dollars et 800 millions d'euros supplémentaires pour des projets de développement de l'arrière-pays du port de Shahid Rajaï.

## Explosion de 2025
Une puissante explosion touche le port le 26 avril 2025 et y fait de nombreuses victimes.